# Protosphaerion
Protosphaerion is een kevergeslacht uit de familie van de boktorren (Cerambycidae). De wetenschappelijke naam van het geslacht werd voor het eerst geldig gepubliceerd in 1909 door Gounelle.

## Soorten
Protosphaerion omvat de volgende soorten:
- Protosphaerion loreum Gounelle, 1909
- Protosphaerion pictum Martins, 2005
- Protosphaerion punctatum Martins, 2005
- Protosphaerion signatipenne Gounelle, 1909
- Protosphaerion variabile Gounelle, 1909